# Juditha pulcherrima
Juditha pulcherrima is een vlindersoort uit de familie van de prachtvlinders (Riodinidae), onderfamilie Riodininae.
Juditha pulcherrima werd in 1867 beschreven door Butler.